# Tholosz
A tholosz kör alaprajzú sírépítmény. Gyakran álkupolával fedték, néha maga a szó a kupolát jelenti. Különösen a bronzkori Égeikumban volt elterjedt.

## Típusai

### Kora minószi tholosz
Tholoszépítmények Kelet-Krétáról ismertek. Három részből állnak: dromosz (bejárathoz vezető felvonulási út), sztomion (bejárati rész), thalamosz (maga a sírkamra). Bejáratuk szűk, mindössze 1 x 1 méteres, lapos kővel fedték el. A bejárati rész szemöldökgerendája középtájt vastagodik, ezt a tehermentesítő háromszög felé tett első lépésként lehet értékelni. Lehetséges, hogy álboltozat fedte őket. Minél nagyobb volt ugyanis a sírkamra átmérője, a fal annál vastagabb volt (mert ezt tarthatta csak meg a nagy súlyú álkupolát). Néhány sír belsejében köveket is találtak, mintha a boltozat beomlott volna. Annyi kő azonban sosem került elő, hogy abból fel lehessen építeni egy egész boltozatot. A krétai tholoszok - mint az ókori Keleten előkerült példák - kollektív temetkezési helyként szolgáltak.

### Mükénéi tholosz

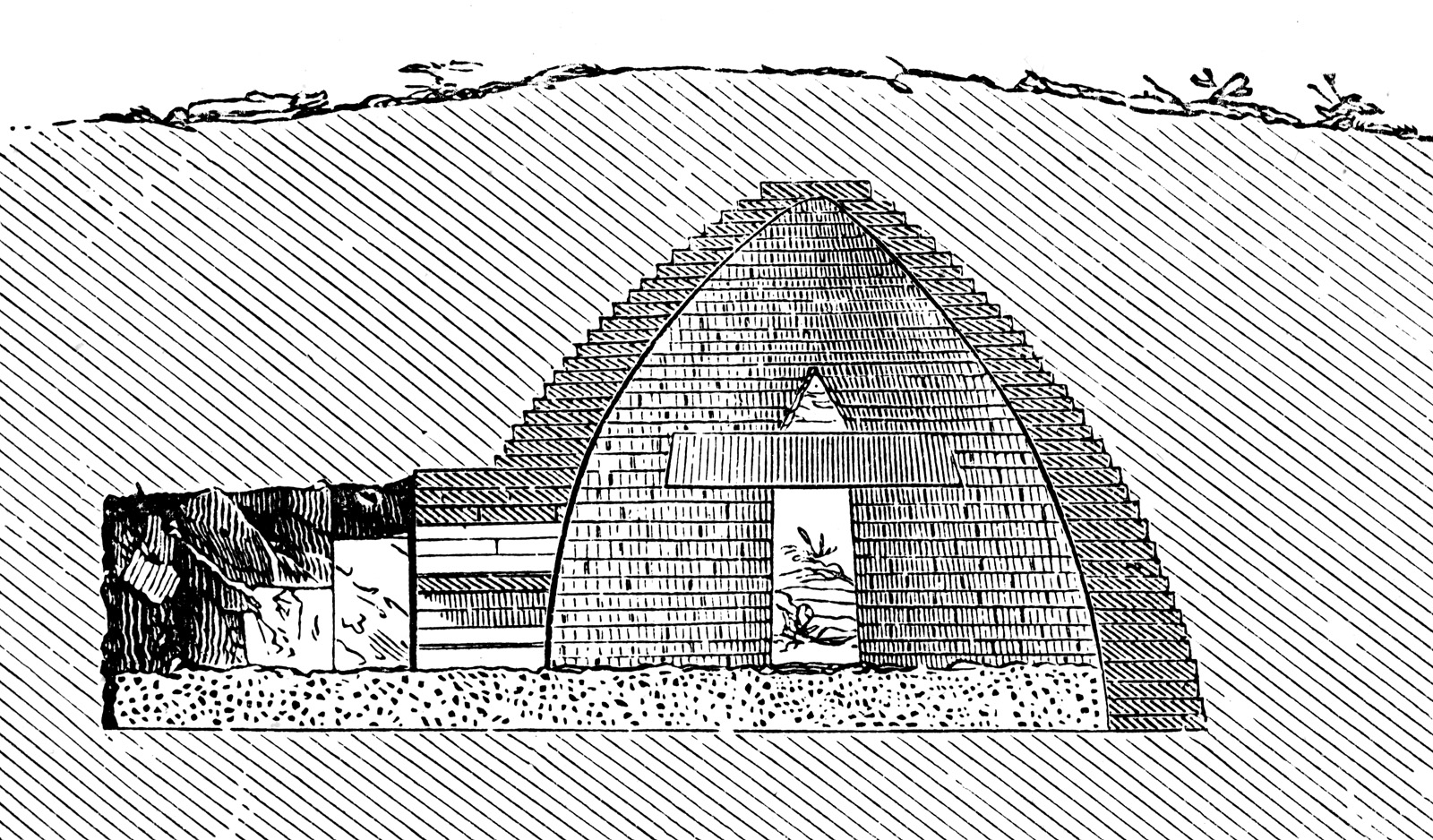
Atreusz kincsesházának metszete

A mükénéi kultúra tholoszainak speciális definíció járhatna. Ha általában tholoszt emlegetnek, sokszor csak a mükénéiekre gondolnak. A mükénéi tholosz a krétaiból fejlődhetett ki, részei: dromosz (felvonulási út), sztomion (bejárat, kapuzat), thalamosz (sírkamra). Ezek a sírok nem kollektív temetkezési helyek. Összesen tízet ismerünk, kilencet Mükénében és egyet Orkomenoszban. Nevüket Mükénéhez köthető mitológiai személyekről kapták, ez mind a régészeti, mind a művészettörténeti irodalomban meghonosodott (nevezhették volna őket a régészeti gyakorlatnak megfelelően 1-től 9-ig terjedő számokkal is). Három csoportba lehet őket osztani közös jellegzetességeik alapján. Ez alapján fejlődési sorrendet is fel lehetne állítani, azonban bizonyíték nincs, hogy valóban az egyszerűbb szerkezetű tholoszból alakult volna ki a bonyolultabb.
Dombok oldalába építették (s nem vájták!) őket, a kupolát úgy alakították ki, hogy egyre szűkebb köröket raktak ki az építőkövekből, a végül megmaradó nyílást egyetlen kővel fedték be. Kötőanyagot nem használtak, a sírt a tömbök önsúlya és egymásra nehézkedése tartotta meg. A kései sírok teljes egészében szépen faragott elemekből álltak. A munkálatok és szertartások befejezése (ill. a temetkezési hely megtelése) után a sírhoz vezető utat (dromosz) földdel feltöltötték, így az építmény nagy része a felszín alá került.
A legnagyobb és leghíresebb tholosz az úgynevezett Atreusz kincsesháza. Ezt a Panaitsza-domb oldalában építették. A dromosz hossza 40 méter, fala itt is pontosan követi a domb emelkedését. A kapu 5,4 méter magas, 2,66-2,46 m széles, a felette lévő két kőgerenda egyenként 120 tonnát nyom. A belmagasság 13,2 m, a sír átmérője 14,5 m. 34 sorban helyezkednek el a kőtömbök (33 kör és a zárókő) Ez utóbbi az egyetlen darabja nem eredeti darabja a sírnak, valószínűleg a sírrablók törték be, amikor kifoszották az épületet. A bejárattól jobbra egy kis kamra található, ajtaja 2,5X1,5 m-es. Az itt elhelyezett kincsek bizonyára már az ókorban eltűntek, a régészek semmit nem találtak. A fal sok helyen kormos, a 19-20. sz-ban pásztorok használták menedékként: a bejárat feletti háromszögű nyíláson jutottak be, a sírt addigra már magasan kitölötte a törmelék és a föld. Ellentétben a legtöbb tholosszal, ezt mindössze egyetlen ember emlékére építették (a hagyomány szerint Atreuszról, más verzióban Agamemnónról van szó). Kr. e. 1330-ban készülhetett el.
A vár közelében található két sírt a hagyomány Klütaimnésztra (a távolabbi) és Aigiszthosz nyughelyének tartja. Valójában igen nagy különbség van a két tholosz keletkezési ideje közt: az előbbit Kr. e. 1220. k. emelték (a legfiatalabb valamennyi közül), az utóbbit két és fél évszázaddal korábban. Az Aigiszthosz-sír teteje már beszakadt. Klütaimnésztra sírját a legenda szerint már a török korban felfedezték, a basa több ökörnyi aranyat hordatott ki belőle. A modern kor számára csak akkor vált ismertté, amikor a helybéliek csatornát kezdtek építeni, és véletlen a sírba botlottak.